# Toy's Factory
Toy's Factory (株式会社トイズファクトリー?, Kabushiki-gaisha Toizu fakutorī) è una casa discografica giapponese, attiva dal 1990, che ha pubblicato i dischi di vari artisti attivi nel campo della musica elettronica e di quella dance.

## Artisti
- Babymetal
- Brahman
- Bump of Chicken
- Daoko
- Dempagumi.inc
- meme tokyo.
- Ego-Wrappin'
- Eve
- Livetune
- Mr. Children
- Nigo
- Reol
- Salyu
- Sekai no Owari
- Shōnan no Kaze
- Unison Square Garden
- Yuzu